# طرح‌واره پایگاه‌داده
طرح‌واره پایگاه‌داده (به انگلیسی: Database schema) یا اسکیمای پایگاه‌داده به معنی «ساختار» یک پایگاه‌داده می‌باشد، این ساختار، به صورتی در زبان‌های صوری توصیف شده‌است، که توسط سیستم‌های مدیریت پایگاه‌داده (DBMS) پشتیبانی شود. عبارت طرح‌واره (اسکیما) به «ساختار داده» برمیگردد، و به معنی یک طرح (blueprint) برای روشی است که پایگاه‌داده ساخته شده‌است (قابل ذکر است که این ساختار در «پایگاه داده‌های رابطه‌ای» از طریق تقسیم‌بندی به جداول پایگاه‌داده انجام می‌شود) .
تعریف رسمی یک طرح‌واره پایگاه‌داده به صورت «مجموعه‌ای شامل فرمول‌ها (جمله‌ها) است که منظور از فرمول محدودیت یکپارچگی داده است که روی یک پایگاه‌داده اعمال می‌شوند» می‌باشد. این «محدودیت‌های یکپارچگی» از سازگاری بین بخش‌های طرح‌واره اطمینان ایجاد می‌کنند. همهٔ این محدودیت‌ها را می‌توان در یک زبان تعریف کرد. یک پایگاه‌داده را می‌توان یک ساختار در تحقق و پیاده‌سازی زبان پایگاه‌داده دانست. وضعیت‌های یک «طرح‌واره مفهومی (conceptual schema)» از قبل ساخته شده در یک تناظر صریح به «طرح‌وارهٔ پایگاه‌داده» تبدیل می‌شود. «طرح‌واره پایگاه‌داده» توصیف می‌کند که چگونه موجودیت‌های جهان واقعی در پایگاه‌داده مدل‌سازی می‌شوند .